# Ferma
Ferma (en rus: Ферма) és un poble (un khútor) de l'óblast de Saràtov, a Rússia, segons el cens del 2010 tenia 21 habitants. Pertany al districte municipal de Saràtov.